# 新橋 (東京都港區)

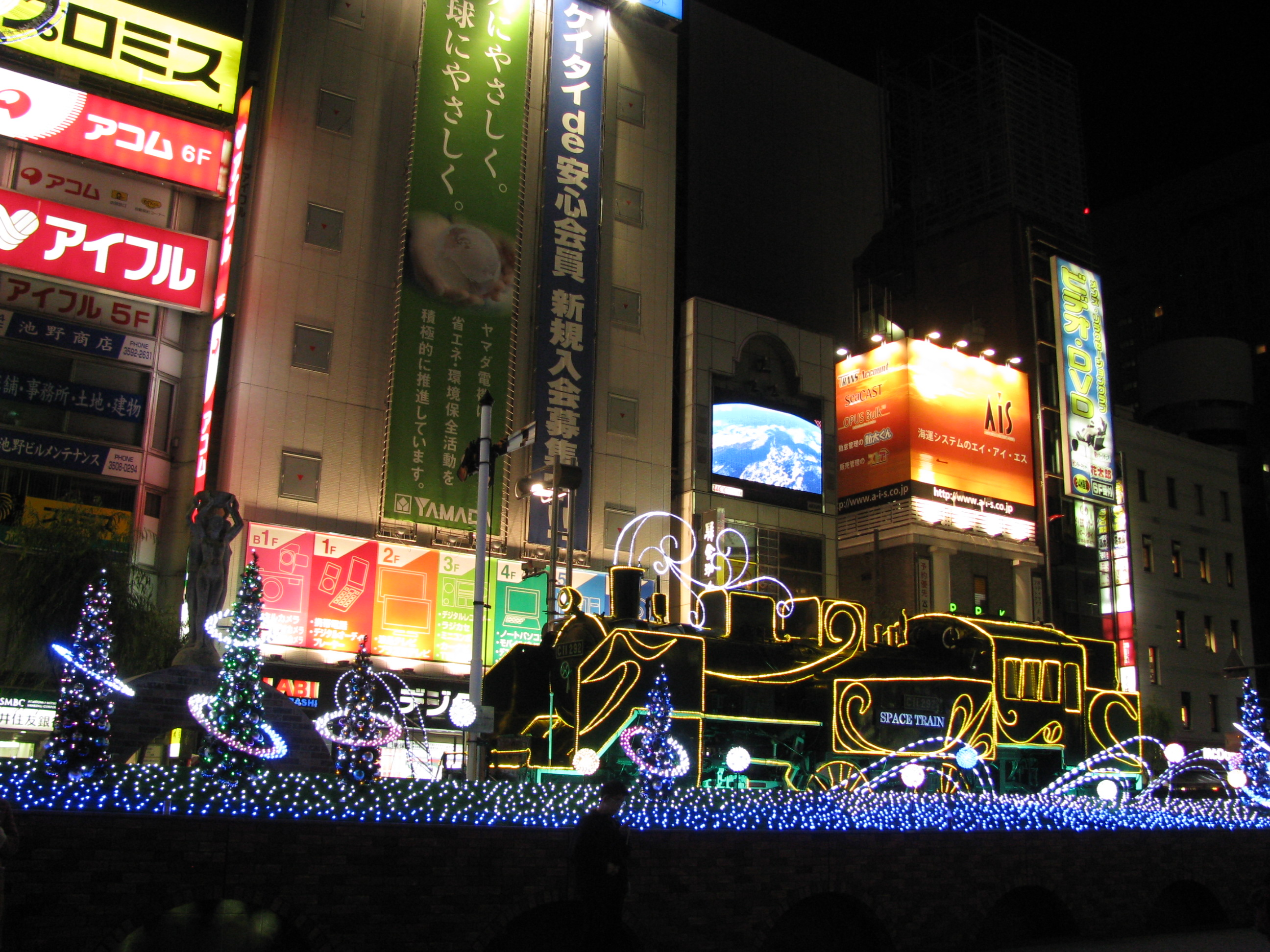
新橋站前

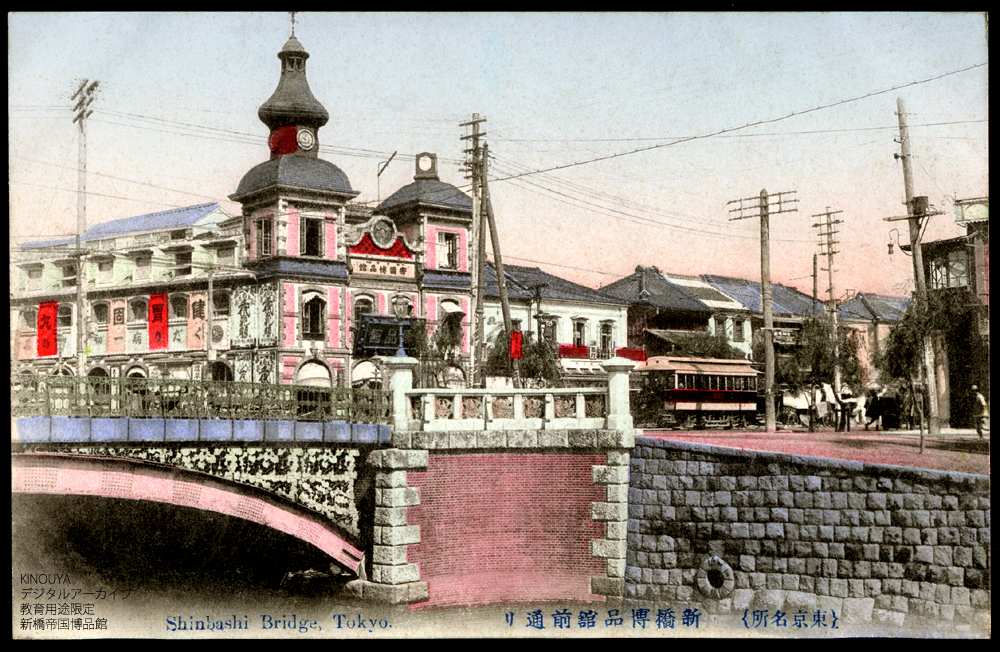
大正時代的新橋

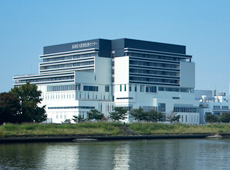
東京慈惠會醫科大學

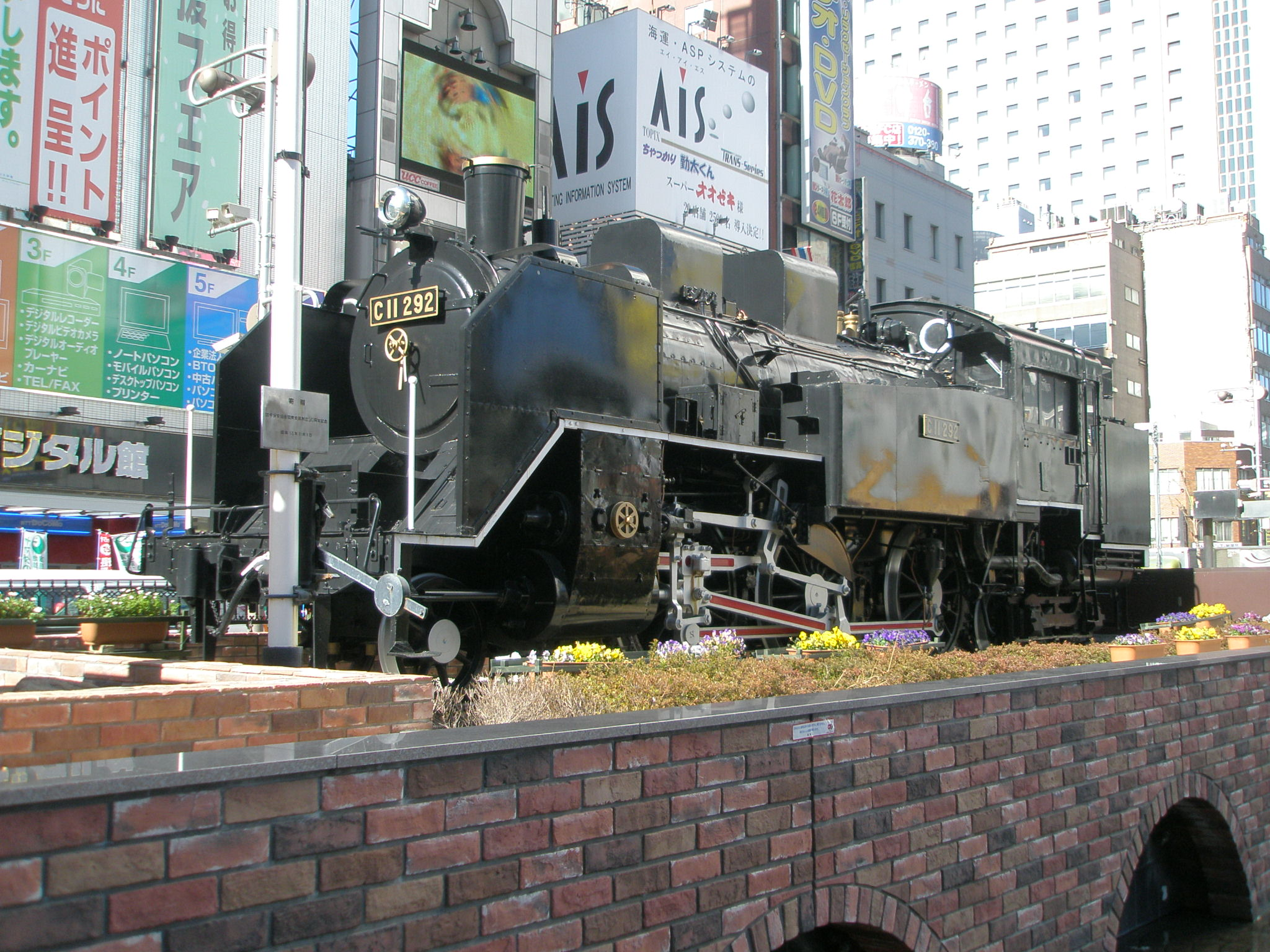
C11火車頭於新橋站西口廣場（SL廣場）

新橋（日语：／ Shinbashi */?）是日本東京都港區與中央區的一個地域，行政區劃上屬港區之町名，分為一丁目至六丁目。2013年7月1日為止的地區人口為2,265人。郵遞區號為105-0004。JR山手線、京濱東北線、東海道線、橫須賀線、都營淺草線、東京地下鐵銀座線、東京臨海新交通臨海線可在此搭乘。
新橋東鄰汐留、北接千代田區內幸町、中央區銀座，是與丸之内、品川相連的繁華商業區，辦公室林立，以白領之街而聞名。
狹義的「新橋」指現在的新橋一丁目至新橋六丁目。而廣義則包含鄰近的汐留（港區東新橋）、舊木挽町（中央區銀座東部），新橋演舞場和新橋藝者、新橋料亭街等場所皆屬於廣義的新橋。

## 歷史
名稱由來於橫跨汐留川（新橋川）的東海道之橋。1710年（寶永7年）、建設芝口御門後改稱「芝口御門橋」，1724年（享保9年）門被火燒毀，以後並無重建門而重新命名為新橋。
1872年（明治5年）新橋站開業，1882年（明治15年）由此通往日本橋的日本首條馬車鐵道開通。新橋也因此成為日本鐵路發祥地。
1932年（昭和7年）10月1日，新橋首度成為正式町名。（與現在有異，當初的新橋至七丁目。）
1965年（昭和40年）實施住居表示。

### 地名由來
原先東海道起點為現在的芝一丁目。在增上寺海岸陸續填立後，起點往日本橋延伸，於汐留川上架設新橋，成為地名的由來。該橋位於現在的銀座八丁目交叉點旁、港區與中央區交界處，接近中央通最南端，現今仍留有一座該橋的親柱（橋頭碑）。

## 沿革

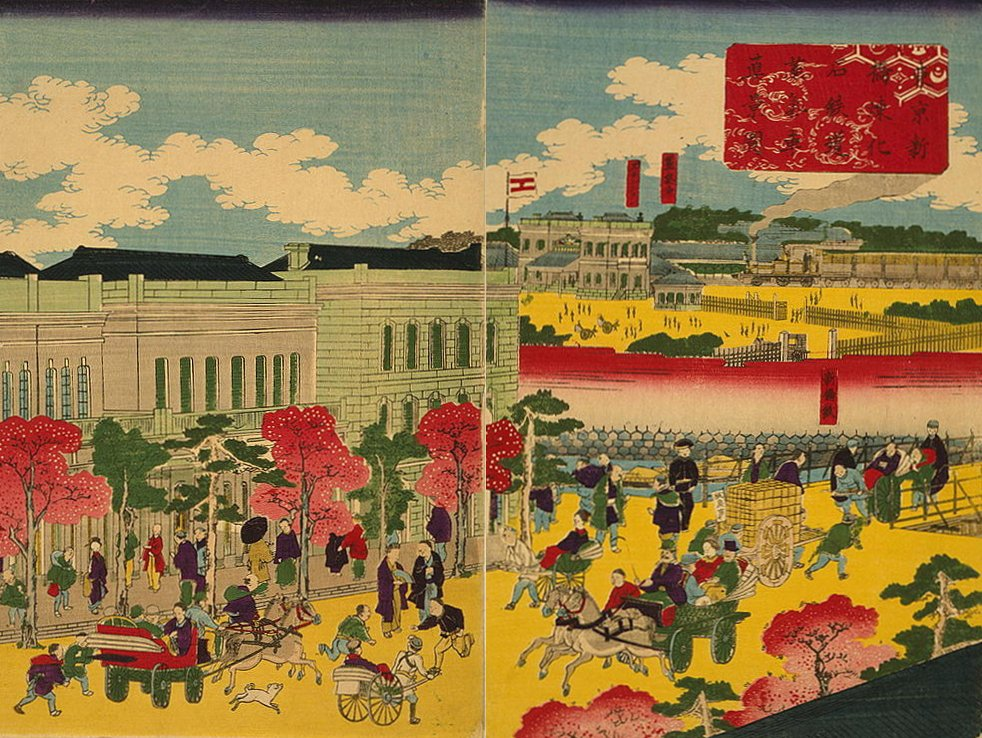
1872年的新橋景色。右後方為車站與鐵道。

- 1710年（寶永7年） 建造芝口御門，新橋更名為芝口御門橋。
- 1724年（享保9年） 芝口御門消失。由於之後門未重建，芝口御門橋再次更名為新橋。
- 1868年（明治元年） 東京府成立，新橋地區劃屬東京府。
- 1872年（明治5年） 日本最早的鐵路與新橋站（之後的汐留貨物站）開通。此外，新橋地區成立烏森町、日陰町。車站設立後，港區側稱為新橋[3]。
- 1878年（明治11年） 芝區成立，劃屬東京府芝區。
- 1882年（明治15年） 新橋車站前至日本橋的日本第一條馬車鐵道（日语：馬車鉄道）開通。
- 1889年（明治22年）5月1日 東京市成立，劃屬東京市芝區。
- 1909年（明治42年）12月16日 烏森站（現在的新橋站）開業。
- 1914年（大正3年）12月20日 新橋站改稱汐留站、烏森站改稱新橋站。
- 1923年（大正12年）9月1日 關東大地震，新橋地區劃為焦土。
- 1932年（昭和7年）12月1日 關東大地震後重建，進行大規模町名重劃，新橋地區多數町名遭撤銷，新設立新橋一丁目至新橋七丁目。「新橋」首次出現在町名上。
- 1945年（昭和20年） 戰後，都内最大規模的黑市在新橋活動。
- 1947年（昭和22年） 芝區與赤坂區、麻布區合併成立港區。町名上冠上「芝」，改稱東京都港區芝新橋。
- 1965年（昭和40年）7月1日 實施住居表示（日语：住居表示），芝新橋與相鄰的芝田村町重新劃分為現在的新橋一丁目至新橋六丁目。

## 震災復興期的新橋地區町名變遷
| 實施後     | 實施年月日    | 實施前（各町名部分地區）                               |
| ---------- | ------------- | ------------------------------------------------------ |
| 新橋一丁目 | 1932年12月1日 | 二葉町、芝口一丁目、新幸町、汐留町一丁目、官有的無番地 |
| 新橋二丁目 | 1932年12月1日 | 烏森町、日蔭町一丁目、芝口二丁目、官有的無番地         |
| 新橋三丁目 | 1932年12月1日 | 愛宕下町一丁目、日蔭町二丁目、芝口三丁目、官有的無番地 |
| 新橋四丁目 | 1932年12月1日 | 愛宕下町二丁目、源助町、官有的無番地                   |
| 新橋五丁目 | 1932年12月1日 | 愛宕下町三丁目、露月町、官有的無番地                   |
| 新橋六丁目 | 1932年12月1日 | 柴井町、愛宕下町四丁目、官有的無番地                   |
| 新橋七丁目 | 1932年12月1日 | 愛宕下町四丁目、宇田川町、官有的無番地                 |

## 住居表示實施前後的町名變遷
| 實施後     | 實施年月日   | 實施前（各町名部分地區）                   |
| ---------- | ------------ | ------------------------------------------ |
| 新橋一丁目 | 1965年7月1日 | 芝新橋一丁目、芝田村町一丁目               |
| 新橋二丁目 | 1965年7月1日 | 芝新橋二丁目、芝田村町二丁目               |
| 新橋三丁目 | 1965年7月1日 | 芝新橋三丁目、芝新橋四丁目、芝田村町三丁目 |
| 新橋四丁目 | 1965年7月1日 | 芝新橋四丁目、芝新橋五丁目、芝田村町四丁目 |
| 新橋五丁目 | 1965年7月1日 | 芝新橋五丁目、芝新橋六丁目、芝田村町五丁目 |
| 新橋六丁目 | 1965年7月1日 | 芝新橋六丁目、芝新橋七丁目、芝田村町六丁目 |

## 地區內的設施、名所
新橋一丁目
- 第一飯店東京（日语：第一ホテル）
- 新橋郵便局（日语：新橋郵便局）

新橋二丁目
- 新橋站
- 烏森神社（日语：烏森神社）

新橋三丁目
- 現代玻璃博物館
- 櫻田公園

新橋四丁目
- 日比谷神社

新橋五丁目
- 鹽釜神社

新橋六丁目
- 警視廳新橋廳舎
- 芝消防署
- 愛宕警察署（日语：愛宕警察署）
- 御成門站

## 交通
鐵路
- JR東日本 新橋站（■東海道線、■京濱東北線、■山手線、■橫須賀線）
- 東京地下鐵 新橋站（○銀座線）
- 都營地下鐵 新橋站（○淺草線）
- 百合鷗號 ■新橋站 - 設有出入口。（所在地：東新橋）

道路
- 國道15號（中央通、第一京濱）
- 東京都道405號外濠環狀線（外堀通）

首都高速道路、出入口
- 首都高速都心環狀線

## 同志城
新橋是繁華的商業區、一般大眾的歡樂街、也是一座同志之城。戰後第一個同志酒吧「柳」（やなぎ）（1945年）在烏森神社的參道營業。知名同志酒吧「吉野」的媽媽桑吉野壽雄曾在此工作，江戶川亂步、亞蘭·德倫、伊夫·聖羅蘭、皮爾·卡登等知名人士曾來此參訪。
現在以新橋站烏森口的3、4丁目地區為中心的同志酒吧有66間（3丁目29、4丁目28等）、同志相關總店數達74店。但在1998年日本同志雜誌「Badi」的黃頁中，新橋地區的同志酒吧僅15間，次於新宿二丁目、上野淺草地區為第三大同志之城。

## 圖片

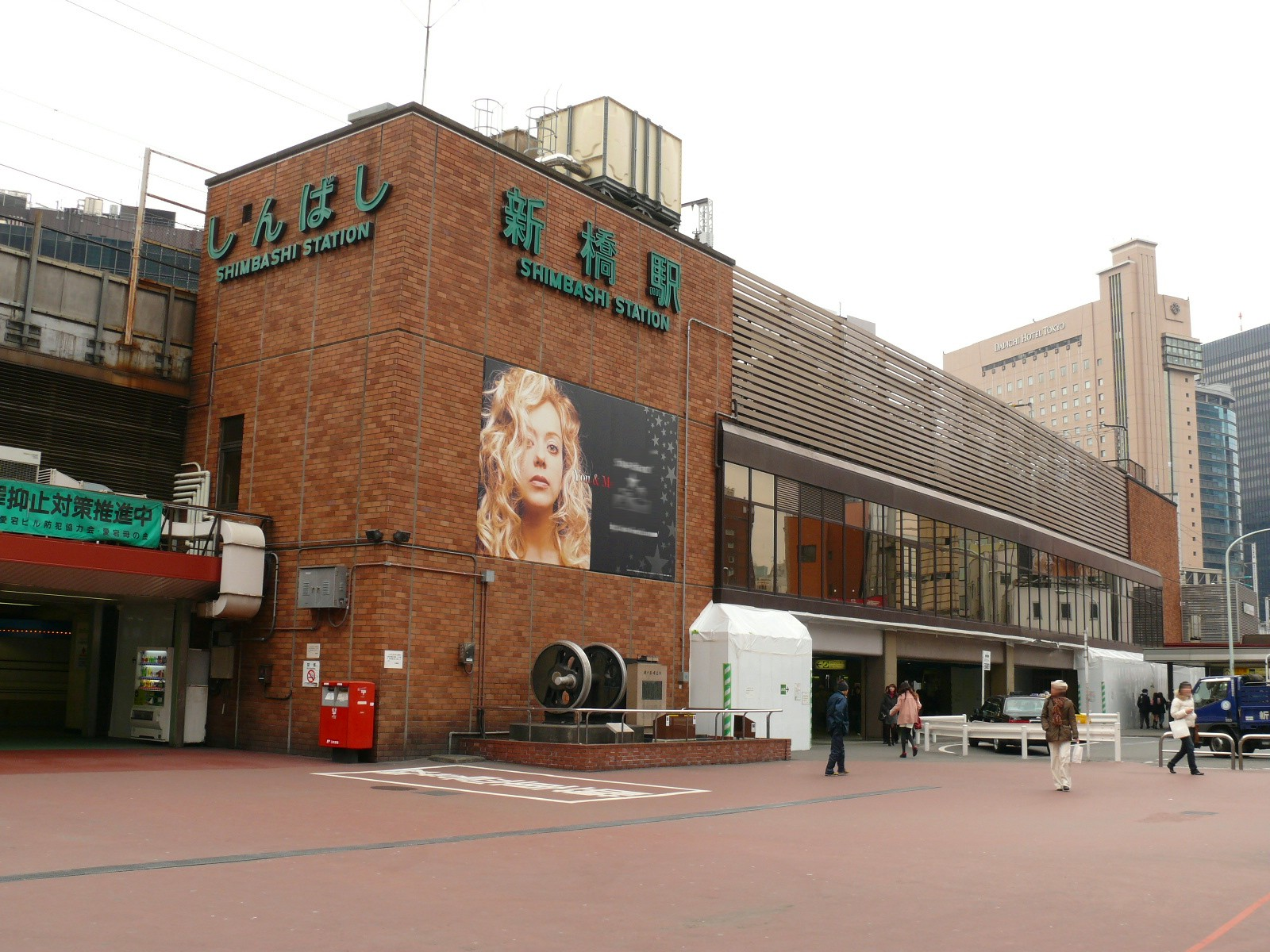
新橋站
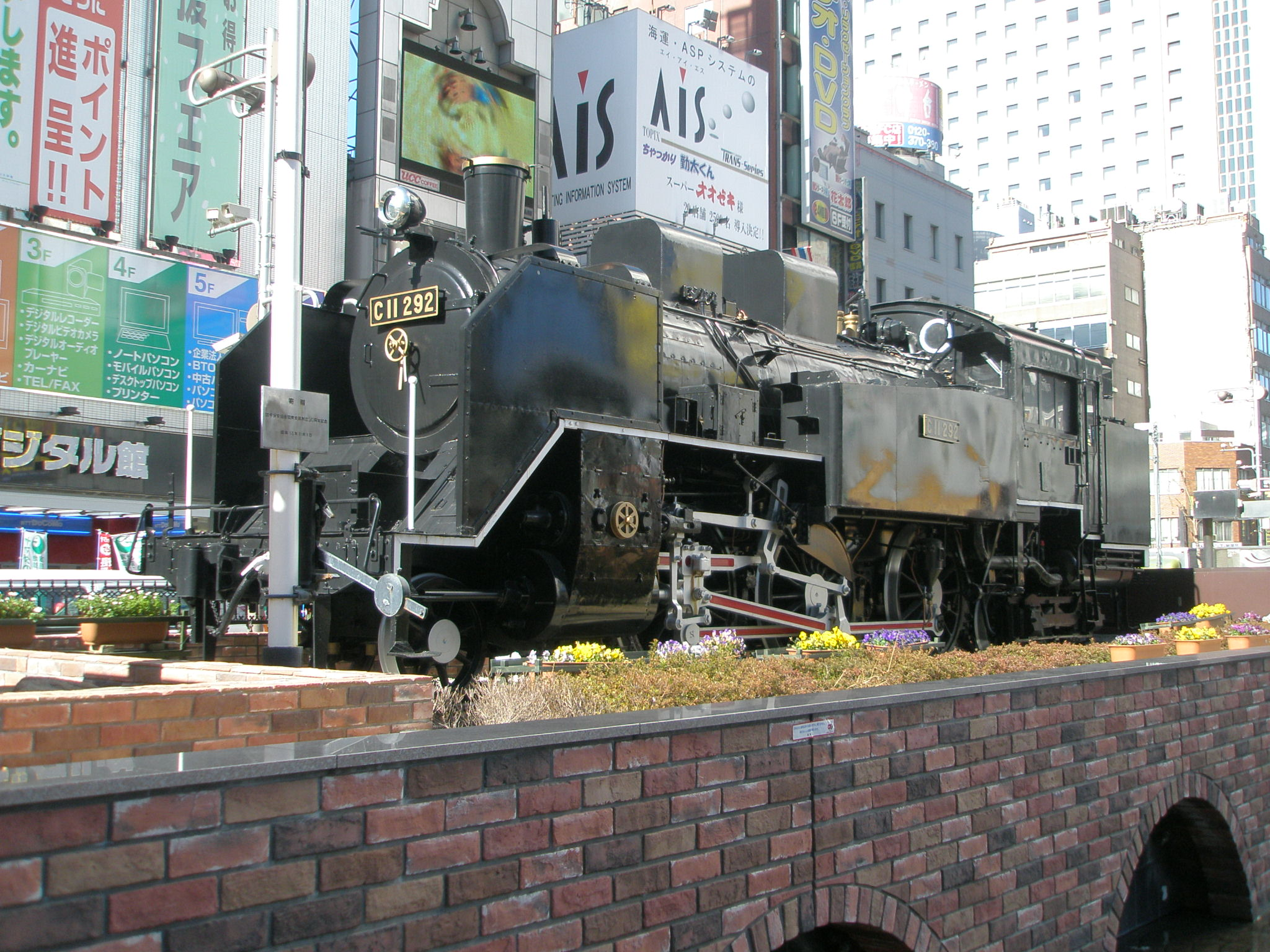
保存於新橋站前的蒸汽火車頭
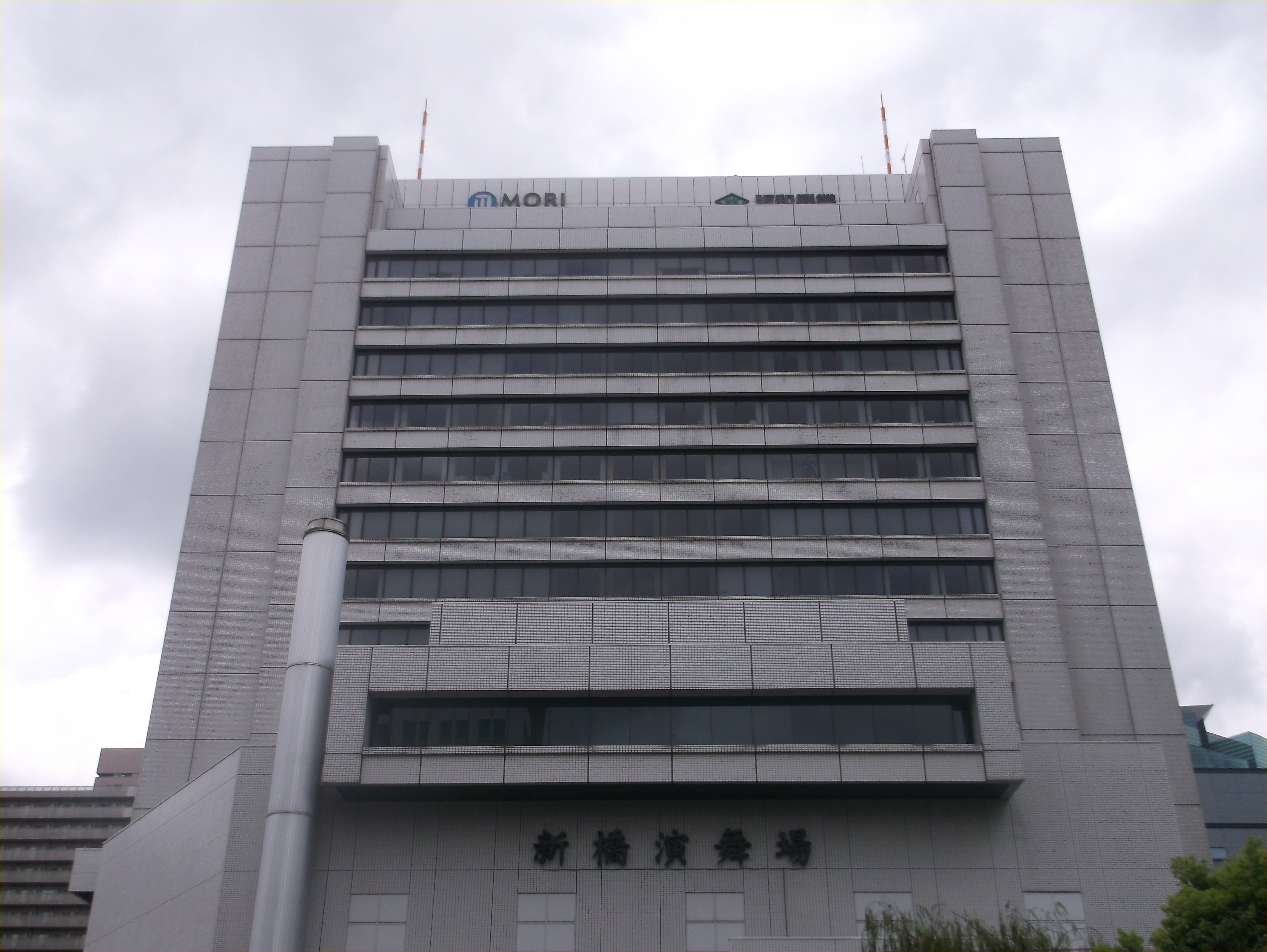
新橋演舞場

## 備註
1. ↑  .   [2013-08-08]. （原始内容存档于2014-01-06）.
2. ↑  .   [2013-08-08]. （原始内容存档于2019-06-02）.
3. ↑  日本大百科全書（小学館）。
4. ↑  2012年7月12日放送TBS系スパモク「あたしら!カーマ協同組合」
5. ↑  ゲイ・イエローページ「Gclick」（2013年）。